# Растровая функция
Растровая функция — двухмерная квадратная матрица, в ячейках которой стоят весовые значения субэлементов, образующих печатные или пробельные элементы.

## Требования
Растровая функция периодична.
Размер матрицы выбирается таким, чтобы количество её субэлементов было больше количества равноконтрастных уровней видеосигнала.
Это необходимо, потому что связь между значениями равноконтрастного сигнала и количеством субэлементов в матрице нелинейна. Ступенчатая тоновая шкала, состоящая из растровых точек, отличающихся друг от друга на одинаковое количество элементов, визуально также воспринимается неравноконстрастной, то есть изменяющейся неравномерно.
Эта шкала нелинейна и в отношении коэффициентов отражения и поглощения. При уменьшении размеров субэлементов, нелинейность эта усиливается.
На практике обычно используются матрицы размерностью 24х24 и даже 30х30 субэлемента для каждой растровой ячейки. Разрешающая способность на выходе системы на порядок больше, чем на входе, и достигает более ста линий на миллиметр, при размерах субэлементов 5-10мкм.
В матрице весовые значения могут группироваться как в один, так и в несколько кластеров. Если весовые значения группируются в один кластер, образующий растровый элемент или пробел, то весовые значения заполняются от центра к периферии, и кластер может иметь круглую или ромбическую форму.
Одна и та же форма растра может быть задана разными распределениями.
Матрица заполняется весовыми значениями субэлементов по порядку, от весового значения, располагающегося на 63 уровне, к весовым значениям на уровне 0.
Растровая функция должна быть подобрана таким образом, чтобы форма точек и пробелов обеспечивала минимальные искажения воспроизводимого изображения, которые могут возникнуть в процессе отображения на фотоформе, в копировальном процессе, при передаче растров на офсетную покрышку и бумагу из-за растискивания и нестабильности параметров печатного процесса.
Наиболее этим требованиям удовлетворяет точка круглой формы. Но тем не менее не удаётся воспроизвести плавный переход от печатающих элементов круглой формы в светах к пробельным элементам круглой формы в тенях. Поэтому стали применять евклидов закон изменения формы элементов.